# 凤村乡
凤村乡，是中华人民共和国四川省乐山市沐川县曾经下辖的一个乡。2019年12月，撤销凤村乡，将其所属行政区域划归利店镇管辖。

## 行政区划
凤村乡撤销前下辖以下地区：
龙凤坝社区、富强村、龙宝村、羊山村、桂香村、沙坝村、红桥村、隆兴村、三荫村、建国村、山庄村和水保村。